# 善福寺川
善福寺川（ぜんぷくじがわ）は、東京都を流れる荒川水系神田川支流の一級河川である。

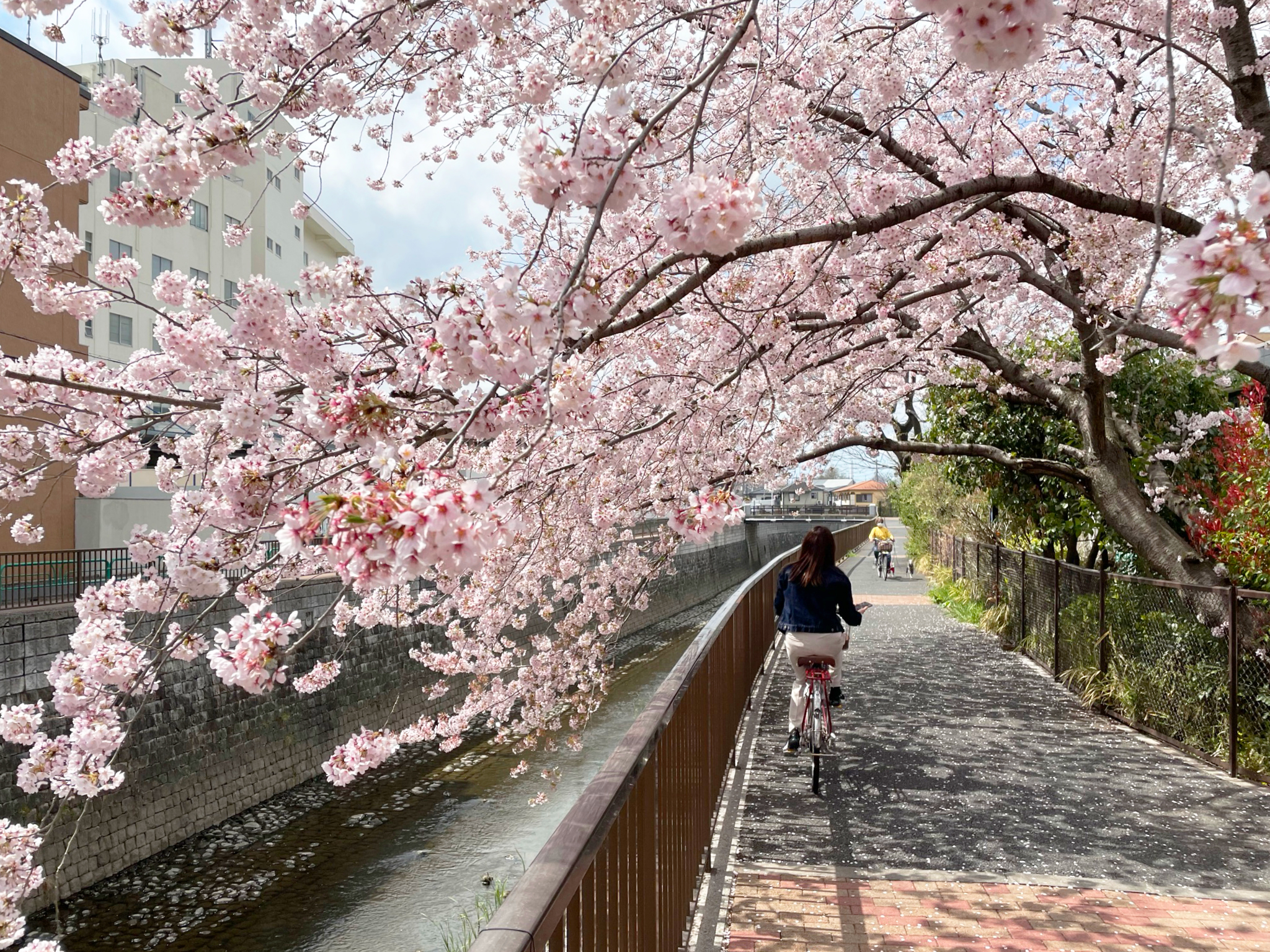
堀之内橋（東京都杉並区堀ノ内１丁目７）の緑道(2022年)

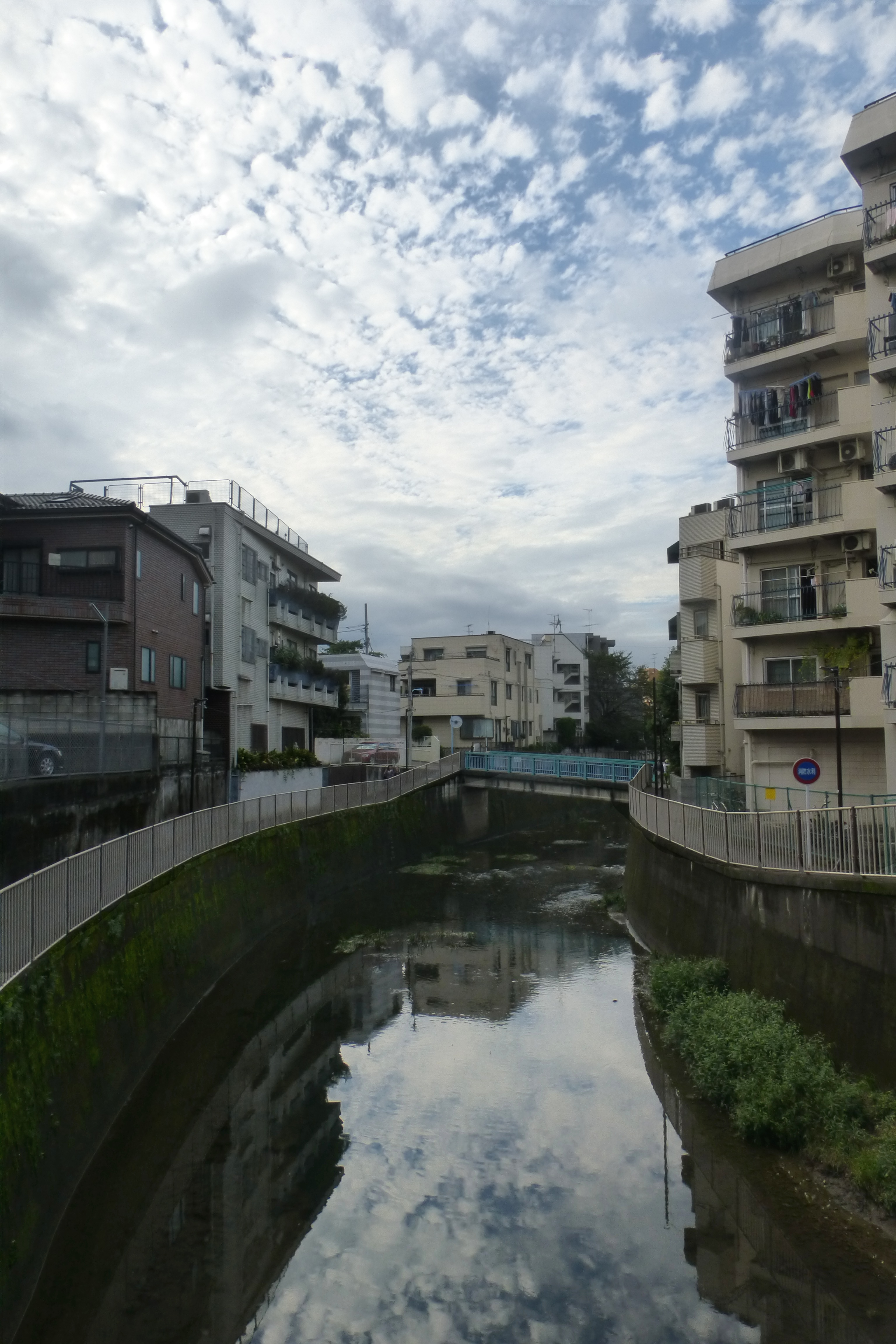
(2015年) 荻窪駅の近くに

## 行政指定
指定内容は、以下のとおり。
- 河川指定:一級河川（1965年指定）
- 流端
  - 上流端:東京都杉並区善福寺二丁目32番地先の美濃山橋
  - 下流端:神田川への合流点
- 水系指定:一級水系荒川水系（1965年指定）

## 概要
杉並区の善福寺公園内にある善福寺池に源を発する。
善福寺池の水源とされる遅の井はさらに0.8km上流にあり、杉並区が設置した案内表示では源流からの距離（合流地点まで11.3km）を用いている。
杉並区を北西から南東に貫くように流れ、中野区の東京メトロ丸ノ内線中野富士見町駅（中野検車区）付近で神田川に合流する。
住宅地の低地を流れる河川であり、古くから氾濫する川として知られる。
2005年（平成17年）9月4日に発生した集中豪雨では、下井草観測所で時間最大112mm/h、総雨量263mmを記録する想定貯留量を超える雨が川へ流れ込み、新宿区、中野区、杉並区で浸水家屋3000戸以上となる浸水被害が発生し、うち善福寺流域は床上浸水1024棟、床下浸水635棟となっている。
水害対策として、昭和50年代に第6まで整備された和田堀公園調節池を、2021年度完成予定で大幅拡充工事中のほか、神田川・環状七号線地下調節池（貯留量：54万立方メートル）へ接続するための善福寺川取水施設(2005年、平成17年9月稼働)が設けられている。
このほか、下流域は各所に水位計と警戒水位で自動発報する防災警報、遠隔監視用のカメラが設置され、土嚢や土嚢用の土砂が常備されている。
ほぼ全域で、河川沿いに両岸で緑道が整備されているが、公園部以外では復員1m未満と非常に狭い部分が多く、通行時のすれ違いや自転車での走行には注意が必要。
下流域のほとんど（全長約4.2 km）は、川沿いに整備された都立善福寺川緑地（神通橋 4.6 km～白山前橋 6.9 km）と都立和田堀公園（白山前橋～済美橋 8.8 km）の中を流れる。
都市化とともに水量が激減し、昭和50年頃から上流部にはほとんど水が流れていなかった。
1989年（平成元年）、都の清流復活事業により千川上水へ通されていた下水高度処理水を、千川上水の開渠部が終了する関町1丁目交差点から善福寺池からの流出地点にあたる美濃山橋のたもとへ送水し、有効活用を図った。
これにより、水量が真冬の渇水期でも確保されたため魚類の繁殖が可能となり、コガモやヒドリガモ、コサギといった水鳥に加え、カワセミも見られるようになった。

## 歴史
縄文時代初期の遺跡が流域で見つかっている。流頭の善福寺池付近でも中期の遺跡が見つかっている。後世に亘り定住の跡が見られる。
善福寺川緑地沿いの大宮八幡宮付近からは、祭祀遺構とされる大宮遺跡が出土している。
中近世には農地が発達して人口も拡大したとみられ、例えば天保の飢饉を契機に整備された天保・新堀用水（1841年(天保12年）は大正時代まで運用されている。
その大正時代には、流域の高台が富士山を望む景勝地とされて別荘や高級住宅の建築が進み、中でも近衛文麿の荻外荘（てきがいそう）は昭和初期に至る日本史の要所に顔を出す。
昭和初期、荻窪在住だった井伏鱒二は、著作「荻窪風土記」で当時の善福寺川流域の光景を記している。それによれば、川で釣りや水遊び、洗濯がなされ、アユが釣れるかと期待したという。
戦後は流域の河川整備と低湿地の埋め立てが進められ、公園や緑地が設けられた。周辺の農地は宅地化され、近郊住宅地となった。
例えば五日市街道の尾崎橋周辺は尾崎の七曲りと呼ばれる旧街道の難所だったが、1922年(大正11年)の河川改修で整備され、周辺の尾崎田圃は善福寺川緑地となった。これ以前の河道は、現在の荻窪第二児童遊園から荻窪団地（現、UR都市機構シャレール荻窪）を巡り、田端神社西を南下する道路で、1936年(昭和11年)の空中写真には、流路が写っている。

## その他
1959年、杉並区内の善福寺川でBOACの客室乗務員が遺体で発見された事件（BOACスチュワーデス殺人事件）があり、後に松本清張の作品『黒い福音』のモデルとなった。

## 流域の自治体
東京都
杉並区
中野区

## 支流
- 松庵川

## 橋梁
- 美濃山橋
- 八幡西橋
- 新町橋
- 寺分橋
- （小学校橋）
- 耕整橋
- （中学校橋）
- 原寺分橋
  - 右岸下流側に「原寺分橋下の湧水」[4]があり、渇水期以外には自然石で丸く囲まれたポイントから湧水を見られる。

もっとも、この場所は合流式下水道本管の雨水吐口でもある。湧水の説明看板がある目の前の施設は、下水道の水位を監視する設備。
- 宿橋
- 原橋
- 井荻橋
- 駅通橋
- 関根橋
- 山下橋
- 丸山橋
- 社橋
- 真中橋
- 城山橋
- 中田橋
- 鍛冶橋
- 出山橋
- 神明橋
- 置田橋
- JR中央線西荻窪駅-荻窪駅間鉄橋
- 本村橋
- 東吾橋
- 荻野橋
- 界橋
- 荻窪上橋
- 荻窪橋 - （環八通り）
- 忍川上橋
- 忍川橋
- 忍川下橋
- 春日橋
- 松見橋
- 松渓橋
- 大谷戸橋
- 西田端橋
- 神通橋
- なかよし橋
- 西園橋
- 西田橋
- せきれい橋
- 屋倉橋
- 児童橋
- 天王橋 - （鎌倉街道）
- 相生橋
- 尾崎橋 - （五日市街道）
- 成田上橋
- 成田下橋
- 成園橋
- 白山前橋
- 大成橋
- 御供米橋
- 八幡橋
- 宮下橋
- 宿山橋
- 大宮橋
- 宮木橋
- 大松橋
- 二枚橋
- 済美橋 - （荒玉水道道路）
- 武蔵野橋
- 熊野橋
- 紅葉橋
- 本村橋
- 堀之内橋
- 定塚橋
- 和田堀橋 - （環七通り）
- 霊峰橋
- 光明橋
- 朝日橋
- 駒ヶ坂橋
- 和田廣橋

### ライブカメラ
- YouTube東京都水防チャンネル【善福寺川】原橋映像監視局［杉並区西荻北3-38］ 西荻北(杉並区)
- YouTube東京都水防チャンネル【善福寺川】西田端橋映像監視局［杉並区荻窪1］ 荻窪
- YouTube東京都水防チャンネル【善福寺川】相生橋映像監視局［杉並区成田西3］ 成田西
- YouTube東京都水防チャンネル【善福寺川】善福寺取水施設映像監視局［杉並区堀ノ内2-1（善福寺川取水施設）］ 堀ノ内 (杉並区)
- YouTube東京都水防チャンネル【善福寺川】朝日橋映像監視局［中野区弥生町6-6］ 弥生町 (中野区)